# Civilisation européenne
La civilisation européenne désigne la civilisation commune aux peuples et pays d'Europe. C'est l'ensemble des connaissances, des croyances, des institutions, des mœurs, des arts et des techniques du continent.
Cette civilisation est héritière de la civilisation gréco-romaine et de la religion chrétienne : la triade Athènes-Rome-Jérusalem. Cette notion est donc intimement liée à celle de Chrétienté. Elle tire également ses racines de la civilisation celtique antique ayant précédé la conquête romaine et la christianisation de l'Europe ; et dans une moindre mesure de la civilisation scandinave ayant coexisté avec la Chrétienté jusqu'à la conversion au christianisme des peuples nordiques marquant la fin de l'âge des Vikings vers le milieu du XIe siècle.[réf. nécessaire]

## Histoire

### Civilisation gréco-romaine

#### Période de l'Antiquité
Dans l'Antiquité la civilisation grecque précède, et influence, l'Empire romain, dont la fin marqua le début du Moyen Âge. 

#### Période postérieure au Moyen Âge
Dans l'histoire de l'Europe, la Renaissance se situe entre le Moyen Âge tardif et l'époque moderne, et a pour lieu de départ la Renaissance italienne. Ce mouvement a couvert une partie importante de l'Europe, il est associé à la redécouverte par des érudits des auteurs de l'Antiquité gréco-romaine en littérature, en philosophie (tout cela en recherchant et traduisant les textes les plus près des sources) et dans les arts, ainsi que les sciences.

### Civilisation européenne chrétienne (depuis la fin duIVesiècle)
La civilisation européenne naît de la rencontre entre la civilisation gréco-romaine et de la religion chrétienne. On appelle cela la triade Athènes-Rome-Jérusalem. Cette rencontre a eu lieu grâce à l'édit de Thessalonique promulgué le 28 février 380 par l'empereur romain Théodose Ier. Le 8 novembre 392, Théodose proclame le christianisme religion officielle de l'empire et interdit les autres cultes. Ainsi, l'Empire romain adopte le christianisme comme religion officielle, bien qu'il s'était déjà diffusé dans l'Empire, jusqu'en Gaule.[réf. nécessaire]
Les cathédrales, en particulier d'architecture romane (du Xe au XIIe siècle) et d'architecture gothique ensuite, sont un trait commun entre les pays européens chrétiens. Ces monuments portent en général des signes et symboles.
Le professeur de philosophie grecque et de philosophie politique Jean-François Mattéi représente les grands apports à la triade par une tétrade Athènes-Rome-Jérusalem-Cordoue, puis une pentade Athènes-Rome-Jérusalem-Cordoue-Florence et enfin une hexade Athènes-Rome-Jérusalem-Cordoue-Florence-Paris.[pas clair]
Certains territoires du Nord et de l'Est de l'Europe n'ont jamais été conquis par l'Empire romain mais seront quand même christianisé plus tard. C'est notamment le cas des peuples scandinaves, de l'Islande, de la Bulgarie, de la Russie, etc.

## Critique du concept

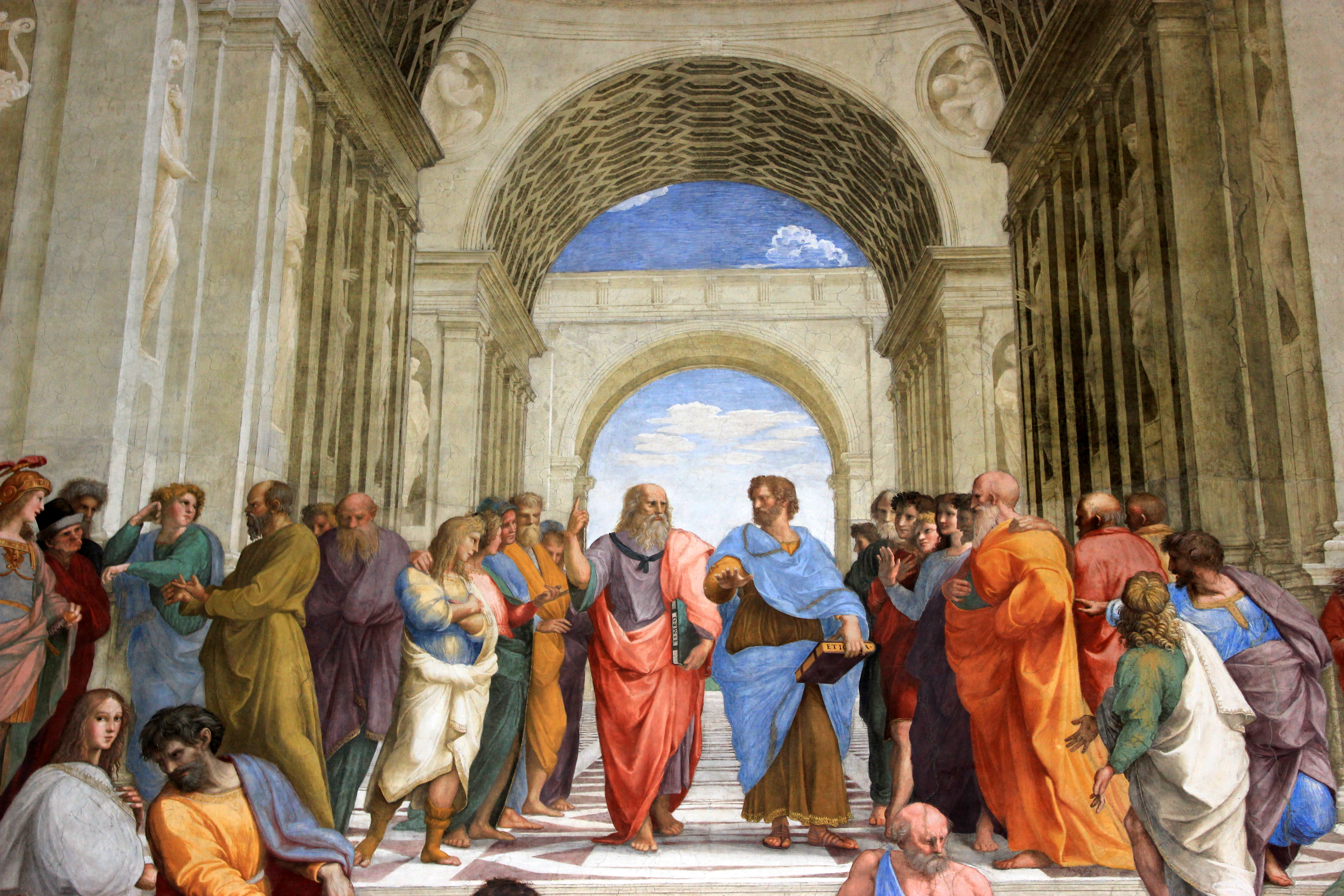
L'École d'Athènes, fresque de Raphaël représentant les figures majeures de la pensée antique (1508-1512).

### Civilisation artificielle?
L'expression « civilisation européenne » ne fait pas l'unanimité.